# Dagfrid
Dagfrid är ett kvinnonamn med ursprung i de fornnordiska orden dagr, 'dag', och fríðr, 'vacker'.[källa behövs]
Den 31 december 2019 fanns det totalt 5 kvinnor folkbokförda i Sverige med namnet Dagfrid, varav 4 bar det som tilltalsnamn.
Tabellen nedanför ger en detaljerad översikt över populariteten hos förnamnet Dagfrid i någon av de länderna där statistik är tillgänglig.
| Land             | Bland landets kvinnor | Bland landets kvinnor | Bland landets kvinnor | Bland flickbarn | Bland flickbarn | Bland flickbarn | Bland flickbarn |
| Land             | Antal                 | Procent               | Rangordning           | Antal           | Procent         | Rangordning     |                 |
| ---------------- | --------------------- | --------------------- | --------------------- | --------------- | --------------- | --------------- | --------------- |
| Norge Dagfrid    | 235 (2006)            | 0,01 %                | 696.                  | - (2006)        | -               | (> 465.)        |                 |
| Island Dagfríður | 6 (2004)              | 0,004 %               | -                     | - (2000-2004)   | -               | (> 99.)         |                 |

## Personer med namnet
- Dagfrid Kolås, norsk författare